# 圣日耳曼德格拉沃
圣日耳曼德格拉沃（法語：Saint-Germain-de-Grave，法語發音：[sɛ̃ ʒɛʁmɛ̃ də ɡʁav]）是法国吉伦特省的一个市镇，属于朗贡区。

## 地理
圣日耳曼德格拉沃（44°37'32"N, 0°13'17"W）面积6.16 平方千米，位于法国新阿基坦大区吉倫特省，该省份为法国西南部沿海省份，是法國本土面积最大的省，北起滨海夏朗德省，西临大西洋，南至朗德省，东南接洛特-加龍省，东临多爾多涅省。
与圣日耳曼德格拉沃接壤的市镇（或旧市镇、城区）包括：穆朗斯、栋扎克、蒙普兰布朗、圣安德烈迪布瓦、圣马夏尔、瑟芒。

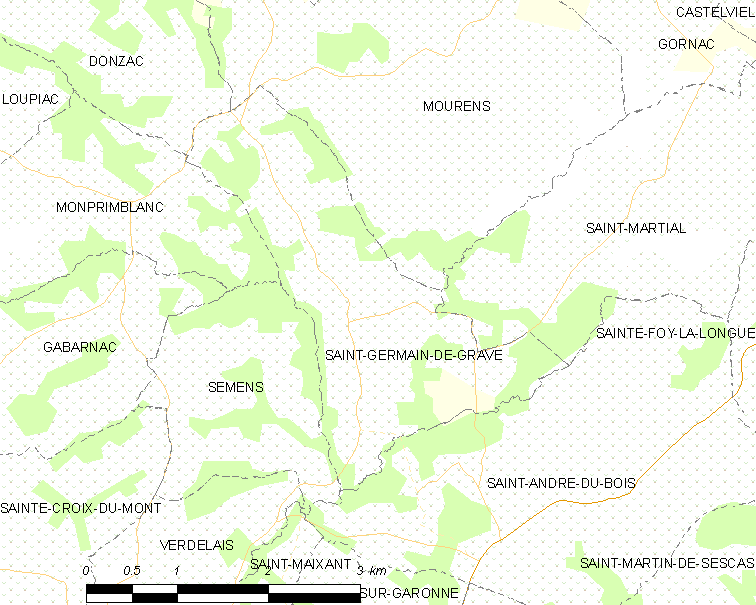
圣日耳曼德格拉沃的OSM定位图

圣日耳曼德格拉沃的时区为UTC+01:00、UTC+02:00（夏令时）。

## 行政
圣日耳曼德格拉沃的邮政编码为33490，INSEE市镇编码为33411。

## 政治
圣日耳曼德格拉沃所属的省级选区为海间县。

## 人口

1962-2008年间圣日耳曼德格拉沃人口变化图示

圣日耳曼德格拉沃于2022年1月1日时的人口数量为147人。